# 缺铁
缺铁 （iron deficiency）也称铁质缺乏、缺铁症（sideropenia）、 铁缺乏症，是铁摄入不足或体内铁丢失过多，引起贫血、疲劳、活力下降的一种状态或症状。由于铁为血红蛋白、肌红蛋白、一些呼吸酶和氧化还原酶的成分，铁人体内含量最多的一种必需微量营养素，此症也是最受关注的营养元素缺乏症之一。 
在人体内，铁存在于所有的细胞并且参与维持多项生理机能，比如以血红蛋白的形式从肺里运输氧到其他器官中，比如以细胞色素的形式在细胞内传输电子，再比如在各种器官中作为酶反映的重要部分。体内缺铁会妨害这些生理机能的正常进行，并且导致疾病甚至死亡。
缺铁性贫血是缺铁的直接后果。孩子和未绝经的女性容易患该种疾病。
男性体内的平均铁量是3.8g，女性体内的平均铁量是2.3g。在血浆中，铁被紧密的束缚在运铁蛋白中。细菌和人体细胞一样，需要铁元素以维持生长。因此，限制铁在细菌中的生物利用度可以防止细菌的生长。在发烧的时候，控制细菌生长的一种方法就是通过暂时性的缺铁。
有很多种原理可以解释人体的铁循环和应对铁缺乏的防御机制。 主要的调节机制位于胃肠道。当输入的铁小于损失的铁一段时间后，铁缺乏就会出现。这段时间的长短取决与身体内铁的存储量。